# Сейшас, Марио
Ма́рио Аугусто Сейшас (порт.-браз. Mário Augusto Seixas; 22 апреля 1902, Кампус-дус-Гойтаказис — неизвестно) — бразильский футболист, нападающий.

## Карьера
Марио Сейшас начал карьеру в клубе «Американо» в 1920 году. В этой команде он играл шесть сезонов, выиграв в 1921, 1922, 1923 и 1925 годах чемпионат Кампус-дус-Гойтаказиса. В 1926 году форвард перешёл в клуб «Баияно де Тенис». С этой командой он в 1927 году выиграл чемпионат штата. А годом позже стал лучшим бомбардиром первенства, забив 9 голов, по другим данным 11 голов. В 1930году Марио недолго выступал за «Сан-Паулу», где даже проводил матчи в чемпионате штата.
В 1929 году «Сантос» совершал поездку по штату Баия с серией товарищеских игр. В одной из них клуб встречался с «Баияно де Тенисом» и обыграл эту команду со счётом 4:2, при этом оба гола за соперника забил Сейшас. Этим он привлёк внимание руководства «Сантоса», и в 1930 году присоединился к его составу. 25 мая Марио сыграл первый матч за клуб, в котором его команде противостоял «Сирио» (5:1), и где форвард забил первый в его составе гол. В 1935 году Сешас помог команде выиграть чемпионат штата. Годом позже он завершил карьеру. Всего за клуб футболист сыграл 113 матчей и забил 69 голов.

## Статистика

### Клубная
| Сезон | Команда | Игры | Голы |
| ----- | ------- | ---- | ---- |
| 1930  | Сантос  | 10   | 5    |
| 1931  | Сантос  | 39   | 20   |
| 1932  | Сантос  | 18   | 9    |
| 1933  | Сантос  | 19   | 13   |
| 1934  | Сантос  | 10   | 11   |
| 1935  | Сантос  | 13   | 8    |
| 1936  | Сантос  | 4    | 3    |

### Международная
| Матчи Марио Сейшаса за сборную Бразилии | Матчи Марио Сейшаса за сборную Бразилии | Матчи Марио Сейшаса за сборную Бразилии | Матчи Марио Сейшаса за сборную Бразилии | Матчи Марио Сейшаса за сборную Бразилии | Матчи Марио Сейшаса за сборную Бразилии | Матчи Марио Сейшаса за сборную Бразилии |
| --------------------------------------- | --------------------------------------- | --------------------------------------- | --------------------------------------- | --------------------------------------- | --------------------------------------- | --------------------------------------- |
| №                                       | Дата                                    | Место проведения                        | Оппонент                                | Счёт                                    | Голы                                    | Турнир                                  |
| 1                                       | 18 ноября 1923                          | Монтевидео                              | Аргентина                               | 1:2                                     | —                                       | Чемпионат Южной Америки                 |
| 2                                       | 22 ноября 1923                          | Монтевидео                              | Парагвай                                | 2:0                                     | —                                       | Кубок Родригеса Алвеса                  |
| 3                                       | 25 ноября 1923                          | Монтевидео                              | Уругвай                                 | 1:2                                     | —                                       | Чемпионат Южной Америки                 |

## Достижения

### Командные
- Обладатель Кубка Родригеса Алвеса: 1923
- Чемпион штата Баия: 1927
- Чемпион штата Сан-Паулу: 1935

### Личные
- Лучший бомбардир чемпионата штата Баия: 1928 (9 голов)
- Лучший бомбардир чемпионата Бразилии среди сборных штатов: 1928 (7 голов)